# Armin Andraschko
Armin Andraschko (* 19. Mai 1961 in Linz) ist ein österreichischer Maler und Grafiker.

## Leben und Wirken
Andraschko wuchs in Hellmonsödt auf, ist als Künstler Autodidakt und lebt und arbeitet seit 2001 als freischaffender Künstler in Zwettl an der Rodl. 1985 erhielt er den 2. Preis für Junge Kunst in Linz. Er gehört seit 2001 der Künstlervereinigung MAERZ an. Werke von ihm befinden sich u. a. in der Kunstsammlung des Landes Oberösterreich und im Artemons.

## Ausstellungen (Auswahl)
Andraschko präsentiert seine Werke seit 1990 im Rahmen von Einzel- und Gemeinschaftsausstellungen, u. a.
- Galerie des Oberösterreichischen Kunstvereins, Linz, 1992
- Ein Fest der Zeichnung, Galerie März, Linz, 1998
- Werksicht, Galerie im Stifterhaus, Linz, 1999
- Armin Andraschko, Malerei/Grafik, Galerie Maerz, Linz, 2002
- formuliert, Konvergenz von Schrift und Bild, Galerie Maerz, Linz, 2009
- Wasserfarbenbeherrschungsprüfungsaktion, Galerie Maerz, 2009
- Ausstellungsbeteiligung zum Thema Franz Sedlacek, Galerie Maerz, 2012
- ein erzählerisches moment, Galerie des Oberösterreichischen Kunstvereins, Linz, 2013
- Armin Andraschko, Kubin-Haus, Zwickledt, 2015

Andraschkos Werke wurden bei folgenden Kunstmessen gezeigt:
- Art Frankfurt, 1996
- Grafik Biennale Udine, 1997
- Kunstmesse Linz[2], 2013